# Turnu, Arad
Turnu (maghiară Tornya, sârbă Торња) este un sat ce aparține orașului Pecica din județul Arad, Crișana, România.

## Istoric
Localitatea Turnu este așezată în vestul Câmpiei Aradului într-o zonă foarte bogată în descoperiri arheologice ce atestă existența unor populații încă din epoca bronzului. Astfel, la 6 km Sud de Turnu și la 7 km Vest de Pecica se găsește faimoasa așezare "Șantul Mare". Cercetările arheologice efectuate aici au dus la descoperirea mai multor straturi de cultură, începând cu neotiticul și terminând cu epoca feudală de când se păstrează și un cimitir (secolul al XII-lea). Cele mal importante straturi sunt din epoca bronzului (cultura Periam-Pecica) și respectiv din epoca dacică. După parerea unor cercetători, în această zonă ar fi fost localizat centrul fortificat dac denumit “Ziridava”. Acesta a ajuns la înflorire în epoca statului sclavagist dac de început (sec. I î.e.n.- sec. I e.n.). Pe movila descoperită se găseau casele celor mai înstăriți (tarabostes), iar în împrejurimi bordeiele oamenilor liberi (comati). Se pare că în perioada razboaielor daco-romane asezarea a fost distrusă.

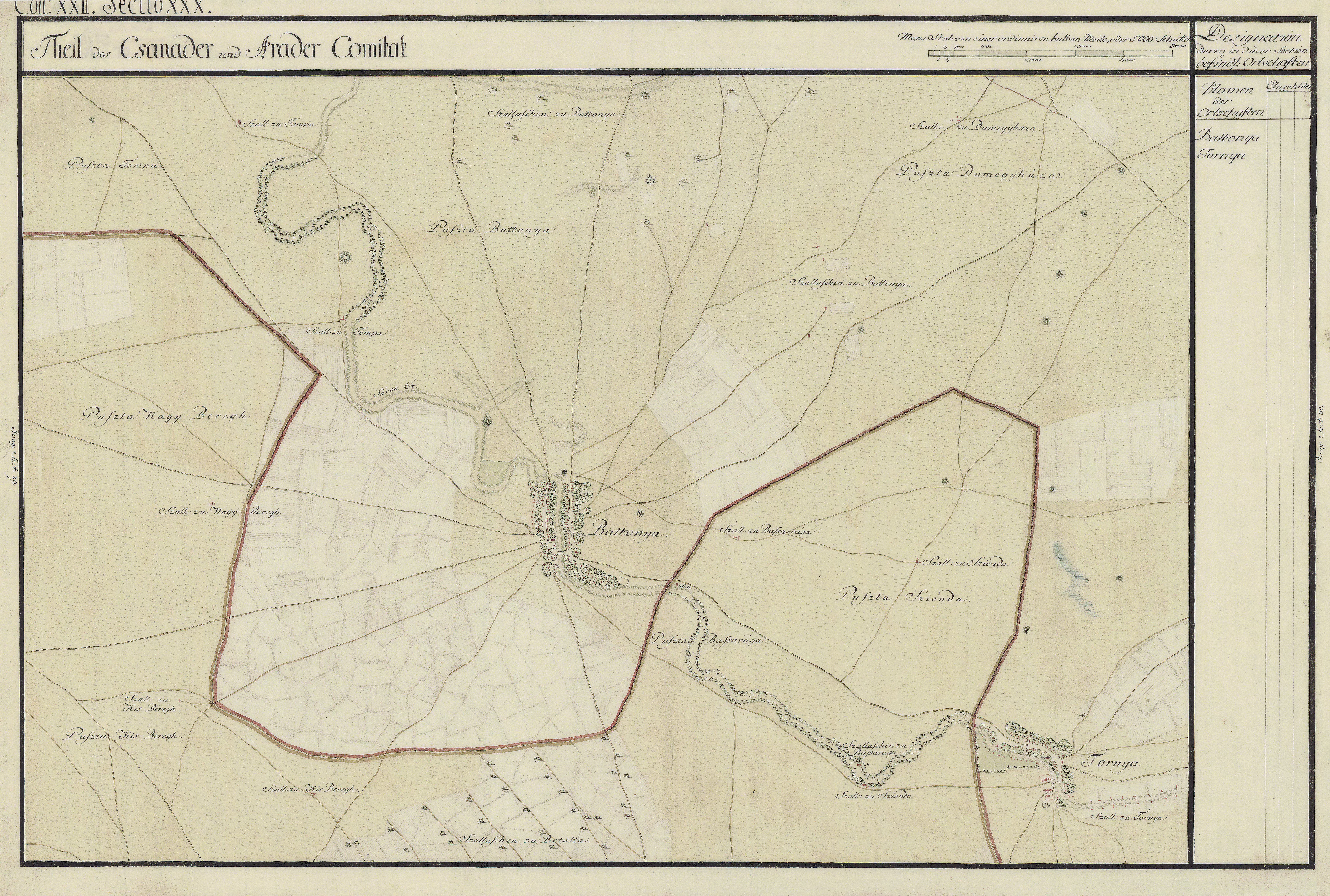
Turnu în hărțile iozefine ale Comitatului Cenad, 1782-85

Prima atestare documentară a localității Turnu datează din anul 1333, sub denumirea de Mok. Odată cu căderea Sârbiei sub dominație otomană, în urma bătăliei de la Câmpia Mierlei din 1389, o numeroasă populație sârbească se așază în nordul Dunării din pricina prigoanei turcești. Sunt cunoscuți numeroși nobili sârbi, care au primit privilegii de la statul ungar, odată cu refugiul lor peste Dunăre. Dintre aceștia, despoții Ștefan și Dumitru Iacșici s-au așezat la Nădlac în anul 1464 și care dealtfel devin în 1485 proprietarii satului Turnu, precum și a domeniului înconjurător. Aceștia așază aici familii sârbești, care să lucreze pământul. În a doua jumătate a secolului XVI, proprietarul satului Turnu este atestat nobilul sârb Dumitru Ovcearevici.
În perioada războielor cu turcii, localitatea Torony (Turnu) este distrusă complet în anul 1596, iar în prima parte a secolului următor o regăsim din nou asediată de sârbi, numele vechi Torony fiind înlocuit acum cu Tornya. După alungarea turcilor, Turnu a fost după Mako, Battonya și Foldeak, a patra localitate repopulată din comitatul Cenad. 
În anul 1734 în localitate existau înregistrate 53 de case. În anul 1742 satul trece de la Tezaurariatul Regal în componența domeniului Prințului de Mutina. În acea periodă locuitorii erau aproape în exclusivitate sârbi. 
În anul 1752 satul a fost cumpărat de către trezorierul regal Marczibanyi Lorinc care l-a ridicat la rang de târg și i-a mărit populația prin aducerea de coloniști maghiari. De atunci datează și pecetea localității pe care se pot vedea turnurile a trei biserici și inscripția “Ștampila târgului Turnu - 1752”. În anul următor, familia Marczibanyi a construit în localitate un superb castel împreună cu o nouă biserică romano – catolică și o școală. La sfârșitul secolului XIX, Familia Marczibanyi a donat castelul din Turnu deputatului parlamentar din Mako, Justh Gyula, în proprietatea căruia a rămas pînă în anii 1930. Castelul familiei Marczibanyi a fost din păcate demolat în anul 1938, din el supraviețuind doar câteva anexe. 
Conform tradiției locale, denumirea localității vine de la turnul unei biserici, tradiție ce se pierde în negura istoriei. Cert este că prima datare istorică a unei biserici ortodoxe provine din anul 1759, când este pomenită biserica Sfântul Nicolae, construită din împletituri de răchită și lipită cu pământ, acoperită cu paie și aflată în stare de ruinare. O a doua biserică atestată în Turnu este cea închinată Sfântului Evanghelist Luca, construită în locul celei vechi și care a fost inițial biserică comună atât pentru ortodocșii sârbi cât și cei români. După separarea ierarhică dintre sârbi și români, această biserică a rămas în folosința ortodocșilor români iar sârbii și-au construit în anul 1879 o biserică nouă închinată Nașterii Maicii Domnului, ei fiind despăgubiți de comunitatea românească căreia i-a rămas vechea biserică. 
În localitate există și două cimitire, unul romano – catolic, maghiar și unul ortodox, comun pentru sârbi și români. În acesta din urmă, epitafurile sunt scrise de multe ori în ambele limbi, amintind astfel de trecutul comun al celor două etnii atât în plan bisericesc cât și familial. 
În anul 1762 Turnu era un înfloritor târg al comitatului Cenad de el aparținând ca filiale ale parohiei romano – catolice și târgurile Bătania și Pecica. 
În 1850, la Turnu funcționau două școli confesionale, una romano – catolică maghiară cu 75 de elevi și una greco-orientală a sârbilor și românilor cu 24 de elevi. 
Conform recensământului din anul 1892, în localitate erau înscrise 2.368 de persoane, dintre care: 1.453 maghiari, 495 români, 332 sârbi, 51 nemți și 34 slovaci. În proprietatea orașului – târg existau 4.377 de iugăre cadastrale. 
În anul 1908 pe ștampila localității scria “Comuna Turnu”, ceea ce înseamnă că din orășel se transformase în comună. 
Tratatul de pace de la Trianon (1920), a influențat în mod negativ, chiar tragic, evoluția populației din Turnu, deoarece granița a fost trasă chiar lângă localitate rupând astfel din cercul său de atracție Bătania, împreună cu care se dezvolta foarte bine. Turnu și Pecica au fost puternic influențate de schimbarea granițelor nu doar din punct de vedere economic și din cel al relațiilor familiale, căci până atunci multe familii din zonă aveau neamuri sau alianțe prin căsătorie cu cele din Bătania. 
În prezent, localitatea Turnu este sat și aparține de administrația Orașului Pecica. 
Din punct de vedere al etnicității, localitățile Turnu, Pereg sau Pecica se înscriu printre exemplele cele mai frumoase de conviețuire a diferitelor populații, deoarece în aceste locuri, oamenii au învățat să respecte alteritatea, atât ca limbă, cât și ca religie și obiceiuri. Românul a învățat să vorbească ungurește, sârbul a învățat românește, slovacul a învățat ungurește și românește etc. Astfel, aportul foarte însemnat al acestor localități de graniță a fost de-a lungul epocilor plurilingvismul fapt neglijat de regimul comunist, adept al limbii de stat.